# Villa delle Ginestre
(Giacomo Leopardi, La ginestra, 1836)
La Villa delle Ginestre (già Carafa d'Andria-Ferrigni) è una delle Ville vesuviane del XVIII secolo, tra quelle non allineate lungo il Miglio d'oro, situata sulla collina dei Camaldoli, nella frazione Leopardi del comune di Torre del Greco. La villa è legata anche alla vicenda biografica e artistica di Giacomo Leopardi, che vi trascorse l'ultima stagione di sua vita, e vi compose alcuni suoi componimenti, tra cui la celebre La ginestra, da cui la villa ha preso il nome.

## Storia

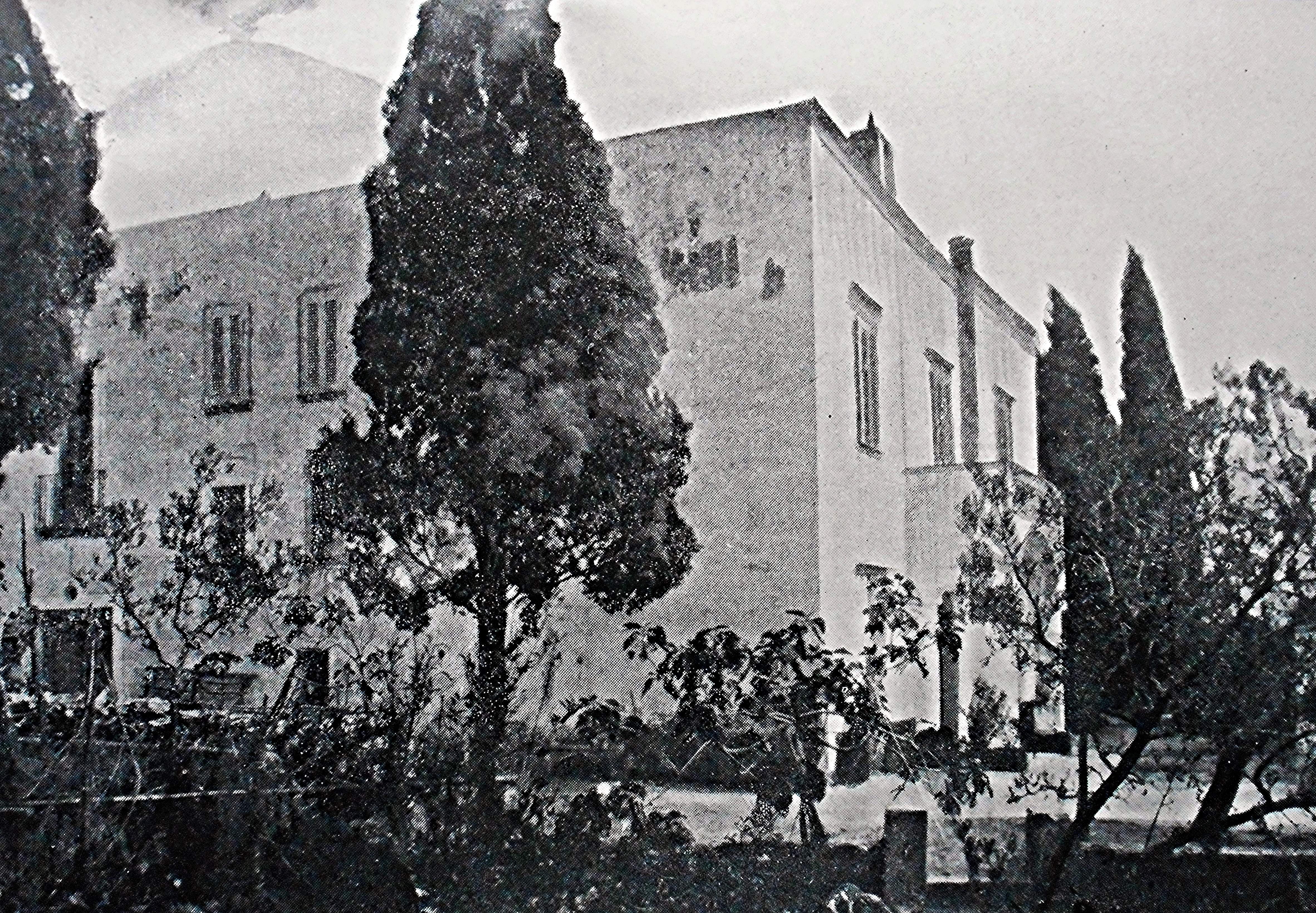
La villa agli inizi del Novecento

L'edificio fu costruito nel Settecento dal canonico Giuseppe Simioli, professore di teologia al Seminario Arcivescovile di Napoli, che vi ospitava spesso uomini valenti nelle lettere e nelle arti, come Bernardo Tanucci e Luigi Vanvitelli. Nell'Ottocento la villa passò alla famiglia Ferrigni. Nel 1836 Antonio Ranieri, cognato del proprietario Giuseppe Ferrigni, vi ospitò l'amico Giacomo Leopardi, il quale vi soggiornò fino a poco prima della morte (che avvenne a Napoli), e ivi scrisse diversi Pensieri, Il tramonto della luna e La ginestra, lirica da cui la villa prese il nome.
L'ultima proprietaria privata della villa è stata la contessa Vittoria Carafa d'Andria sposata con Alessandro de Gavardo, Nobile di Capodistria, nato a Trieste il 19 marzo 1891 e morto nella Villa delle Ginestre il 25 giugno 1960. Vittoria era figlia di Riccardo Carafa D'Andria, Duca d’Andria, Duca di Castel del Monte, Marchese di Corato, Conte di Ruvo e Patrizio Napoletano oltre che Senatore del Regno d’Italia e della duchessa Enrichetta Capece Latro, figlia a sua volta di Antonio Capede Latro e Calliope Ferrigni, la cui madre, di nome Enrichetta, era la sorella di Antonio Ranieri. La famiglia Carafa dal 1513 con Fabrizio Carafa s'insedia a Torre del Greco come signori della città e fino allo scorso secolo avevano estesi possedimenti smembrati poi in diverse proprietà di cui le meglio conservate oggi sono la Villa delle Ginestre ed a poche centinaia di metri Villa Carafa d'Andria de Cillis, dove fino al 2018 ha vissuto l'ultimo discendente della casata dei Carafa-De Gavardo, Ludovico.
Eleonora visse quasi interamente la sua vita a Torre del Greco tra gli antichi possedimenti dei Carafa d'Andria, che comprendevano anche Villa delle Ginestre, dimora torrese di Giacomo Leopardi, e il palazzo del marchese Luigi De Cillis, che sposò nel 1918, posto quasi alla fine di via Giacomo Leopardi, al centro di una masseria a qualche centinaio di metri dall'antico cancello di via Villa delle Ginestre.
La villa è stata acquistata dallo stato nel 1962 per l'Università di Napoli Federico II, che l'ha data in comodato all'Ente per le ville vesuviane. Restaurata grazie al Centro Studi Leopardiani di Recanati, è destinata ad ospitare eventi culturali e di celebrazione dell'opera di Leopardi.
Dal 2006 è sede del Premio leopardiano La Ginestra che viene assegnato a personalità che con i loro studi si sono distinte nell'analisi, nell'approfondimento e nella divulgazione della poesia di Giacomo Leopardi.

## Caratteri architettonici

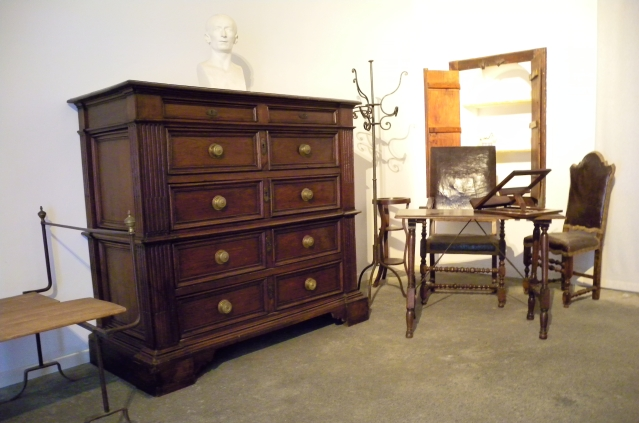
Camera leopardiana all'interno della villa

Nonostante sia molto discosta dal mare e non presenti alcuna delle caratteristiche che accomunano gli edifici settecenteschi del miglio d'oro, Villa delle Ginestre fa parte delle ville vesuviane che fiancheggiano il tratto di strada lungo la Strada Regia che va da San Giovanni a Teduccio fino a Torre del Greco. La residenza vesuviana che ospitò Giacomo Leopardi negli ultimi mesi di vita sorge ai piedi del colle dei Camaldoli di Torre del Greco (denominato Colle di Sant'Alfonso), nella zona circostante chiamata appunto “Leopardi”, proprio in memoria del poeta recanatese. Ai lati della villa, Giuseppe Ferrigni, a scopo ornamentale, fece piantare due cipressi, uno dei quali è ancora in vita.
L'edificio è caratterizzato da una semplice planimetria a pianta quadrata, sviluppata su due livelli. Nel 1907 fu aggiunto su tre lati un portico, di impronta architettonica neoclassica, con colonne doriche sulle quali poggia una enorme e panoramica terrazza, affacciata da un lato sul vulcano e dall'altro sul golfo di Napoli.
Dopo il restauro del 2012, la villa è aperta al pubblico dei visitatori con la tutela dell'Ente delle Ville Vesuviane che si propone di renderla scenario di eventi culturali, di promozione letteraria, e di celebrazione del retaggio e dell'opera di Giacomo Leopardi.